# Carlos Timoteo Griguol
Carlos Timoteo Griguol (Las Palmas, Córdoba; 4 de septiembre de 1934 - Ciudad de Buenos Aires, 6 de mayo de 2021) fue un futbolista y director técnico argentino, principalmente conocido por su etapa como entrenador, donde se lo apodó El Maestro por su dedicación, profesionalismo y estilo meticuloso para dirigir, volviéndose uno de los directores técnicos emblemáticos del fútbol argentino de las últimas décadas del siglo XX.
Como jugador, Griguol debutó en 1957 para Atlanta, donde se consagró campeón de la Copa Suecia de 1958. En 1960, con Osvaldo Zubeldía como entrenador y mentor, formó parte del Atlanta de los Claveles, uno de los equipos más míticos de la historia del club. En 1966 fue transferido a Rosario Central, donde permaneció por tres temporadas hasta su retiro en 1969 con solo 33 años.
Como entrenador, empezó entrenando a las juveniles de Rosario Central hasta su llegada al primer equipo en 1973, donde se consagró campeón del Torneo Nacional de ese mismo año, en el equipo apodado como Los Picapiedras. Entre 1975 y 1977 entrenó a los Tecos de Guadalajara, antes de volver a Central por otra temporada más. Luego de un paso ambicioso por Kimberley de Mar de Plata, Griguol llegó a la dirección técnica de Ferro en 1980, donde conformó la etapa más histórica del club, al consagrarse campeón invicto del Torneo Nacional de 1982, campeón del Nacional de 1984 y subcampeón del Metropolitano del mismo año. En 1987 tuvo un corto paso por River Plate hasta su regreso a Ferro, donde permaneció hasta 1993. Ya durante la década de los 90, entrenaría a GImnasia y Esgrima, donde obtendría tres subcampeonatos de primera división. Tendría un corto paso por Real Betis, Unión y dos regresos a Gimnasia hasta su retiro en 2004.

## Formaciones como futbolista

### Inicios y formación en Atlanta (1957-1965)
Carlos Timoteo Griguol nació en Las Palmas, Córdoba, el 4 de septiembre de 1936. Se inició en 1948 en las divisiones juveniles del club de la ciudad, consagrandóse campeón con 15 años del campeonato cordobés y llamando la atención de los equipos de Buenos Aires.
En 1957, fue fichado por Atlanta por 120 mil dólares, junto a Mario Griguol, un primo suyo. Debutó el 5 de mayo de ese mismo año, curiosamente ante Ferro. Rápidamente se asentaría en el primer equipo como un centrocampista defensivo de gran dinámica y cabezazo. Al año siguiente, se consagró campeón del único título de la historia del club, la Copa Suecia, como una de las figuras del equipo. En 1960, llegó a la dirección técnica Osvaldo Zubeldía, quien se convirtió en una persona clave en su forma de ver, entrenar y estudiar el fútbol, bajo el concepto de "no dar ventajas" y trabajar adecuadamente los partidos. Zubeldía, impuesto por su meticulosa y ortodoxa forma de jugar al fútbol, se convertiría en uno de los primeros mentores de Griguol. Con el equipo conocido como Atlanta de los Claveles por sus innovador estilo de juego, el equipo obtuvo dos cuartos puestos en el campeonato nacional, en 1961 y 1964. Luego de este último, Griguol permanecería en el equipo durante una temporada más y se acabaría yendo a Rosario Central. Su último partido disputado con el Bohemio sería el 19 de diciembre de 1965 en la derrota 3 a 1 ante Boca Juniors por la fecha 34 del Campeonato de Primera División, totalizando 246 partidos y 16 goles. Aparte de lo futbolístico, Griguol conocería a su futura esposa en el club, Beatriz Suárez, jugadora de la Primera de básquet femenino, y además formaría parte de la inauguración del nuevo estadio.

### Últimas temporadas en Rosario Central (1966-1969)
En 1966, Griguol se asentó instantáneamente en Rosario, en mitad de una renovación futbolística de Central, quien buscaba solidificar el trabajo en divisiones inferiores para obtener resultados a largo plazo; el club empezó a combinar juveniles talentosos con jugadores de jerarquía procedentes de otros clubes. Así, el equipo se colocaría como tercero en el campeonato nacional de 1967, un hecho histórico en el club. Durante la próxima temporada, el equipo continuaría dando buenas actuaciones, tanto en el Metropolitano como en el Nacional, con Griguol liderando al equipo en el mediocampo. Sin embargo, en 1969 Central no daría buenas participaciones en los dos torneos nacionales y Griguol decidiría ese año retirarse con apenas 33 años para empezar a trabajar en las inferiores del club.

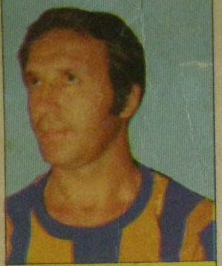
Timoteo en Central

## Como entrenador

### En Rosario Central: sus primeros logros como DT
De su paso como entrenador, comenzó dirigiendo Rosario Central en 1971 en forma interina. Ya sobre mediados del Metropolitano de 1973 tomó el cargo de entrenador principal (reemplazando a Ángel Tulio Zof) y se mantuvo en el mismo en un exitoso período que fue hasta 1975. En 1973 ganó con Central su primer título como entrenador: el Campeonato Nacional de 1973. A ese equipo, se lo conoció como Los Picapiedras, debido al juego rústico -según sus críticos- pero efectivo que empleaba el equipo de Griguol. Con los canallas rosarinos, fue también subcampeón del Metropolitano de 1974 y del Nacional de ese año, y además consiguió campeonando el Campeonato Argentino 74, confundiéndose como Liguilla Pre-Libertadores 1974 a pesar de que esta sí otorgaba la clasificación a la Copa Libertadores de América 75. Disputó la Copa Libertadores de América de 1974 y la de 1975, llegando a la instancia semifinal en esta última. Tiene el récord de victorias seguidas como local de Central en el profesionalismo de AFA, con 10 consecutivas, logradas entre el 28 de septiembre de 1973 y el 10 de febrero de 1974 (cortándose con un 1 a 1 contra Gimnasia el 22 de febrero). Además, posee el récord de efectividad de Rosario Central actuando como local, ya que su equipo permaneció invicto en esa condición entre el 24 de agosto de 1973 hasta el 30 de noviembre de 1974, ganando 22 partidos y empatando solo 4 actuando en Rosario, sacando así un porcentaje del 93,5% de los puntos en disputa jugando como local. Con este palmarés vino la oferta del futbol de México a través de los Tecolotes de la UAG.

### Con la UAG de México
Luego de unos años entrenando en Tecos de Guadalajara (México), en donde se mantuvo mostrando un futbol atractivo y vigente, siendo protagonista. Se ha mencionado que la salida de Griguol de la Dirección Técnica de los Tecolotes, fue debido a la ruptura que hubo en el vestidor, después de las fuertes llamadas de atención y regaños que hizo en el medio tiempo de ese partido en contra de los principales jugadores y  estrellas del equipo, posterior a la goleada de 9-0 que los Pumas de la UNAM dieran en el estadio de la Ciudad Universitaria de la Ciudad de México, por lo cual dejó el equipo.

### Rosario Central
Volvió a dirigir al club de Arroyito en la temporada 1977/1978, en donde realizó una campaña modesta e irregular.

### Atlético Kimberley
Tuvo una pequeña temporada en Kimberley de Mar del Plata entre enero y junio de 1979.

### En Ferro Carril Oeste: 2 títulos con juego de alto nivel
Más tarde, en enero de 1980 asume como entrenador de Ferro Carril Oeste, club en donde se mantuvo en el cargo hasta 1987. Debutó en el cargo en la primera fecha del Metropolitano 1980, el 10 de febrero de ese año, empatando Ferro 2-2 con Tigre. Con los Verdes de Caballito obtuvo dos subcampeonatos consecutivos en 1981: en el Metropolitano de ese año peleó el torneo hasta la última fecha con el Boca de Maradona y en el Nacional cayó en la final ante el River Plate de Kempes. Al año siguiente, llegaría el primer título de la historia de Ferro, obteniendo de forma invicta de la mano de Griguol el Torneo Nacional de ese año, derrotando a Quilmes en las finales. Dos años más tarde, llegaría el segundo título de los de Caballito, ya que en 1984, el conjunto de Timoteo ganaría el Torneo Nacional derrotando en las finales a River Plate. Griguol regresaría a Ferro en 1988 y permanecería hasta 1994. Dirigió en total en el club 580 partidos, en los cuales obtuvo 217 triunfos. Desde el 10 de octubre de 2016 tiene un monumento en su homenaje en la sede del Club Ferro Carril Oeste.

### En River Plate
En julio de 1987 pasó a River Plate, donde obtuvo la Copa Interamericana de 1986 venciendo a la Liga Deportiva Alajuelense de Costa Rica. Fue la primera y única copa internacional que tuvo en toda su carrera como entrenador. Sin embargo, la cantidad de figuras que tenía entre sus dirigidos, una abierta campaña en su contra llevada adelante por la revista El Gráfico y los cortocircuitos internos provocaron que abandonara la entidad millonaria en 1988. Regresó nuevamente a Ferro Carril Oeste, donde permaneció hasta 1993.

### En Gimnasia y Esgrima La Plata
En 1994, tomó el cargo en Gimnasia y Esgrima La Plata, con el que consiguió tres subcampeonatos (Clausura 1995, Clausura 1996 y Apertura 1998). En el conjunto platense dirigió hasta 1999. El club lo designó socio honorario en reconocimiento a su trabajo.

### En Betis de España y últimos pasos como DT
Sobre mediados de ese año, recibió una propuesta para ir a dirigir a España, llegando al Betis. Con una campaña titubeante y con malos resultados en España, fue despedido y volvió a Argentina.

### Con Gimnasia y Esgrima La Plata
Luego de malos resultados en España, volvió a la Argentina para dirigir nuevamente a Gimnasia y Esgrima La Plata en la temporada 2000/2001.

### Unión Santa Fe
Luego tuvo un breve paso por Unión de Santa Fe en el Clausura 2002, en donde no finalizó su contrato por los malos resultados.

### Gimnasia y Esgrima La Plata
En la temporada 2003/2004 Griguol realizó su tercera etapa en Gimnasia y Esgrima La Plata, en donde finalizó su carrera de entrenador de fútbol. La magia de los resultados se habían acabado.

## Fallecimiento
El encargado de confirmar su fallecimiento fue su yerno, el exjugador Víctor Marchesini: “Se nos fue Timo. Gracias por todo viejito, imposible no tenerte presente minuto a minuto. Te voy a extrañar” escribió en redes sociales. Llevaba varios días internado con un delicado estado de salud producto de un cuadro con múltiples factores, entre los que se le sumó su avanzada edad (86 años) y el contagio de coronavirus a mediados de abril que derivó en una complicación pulmonar severa e irreversible.

## Clubes

### Como jugador
| Club            | País      | Año       |
| --------------- | --------- | --------- |
| Atlanta         | Argentina | 1957-1965 |
| Rosario Central | Argentina | 1966-1969 |

### Como Director Técnico
| Club                        | País      | Año       |
| --------------------------- | --------- | --------- |
| Rosario Central             | Argentina | 1971      |
| Rosario Central             | Argentina | 1973-1975 |
| Tecos de Guadalajara        | México    | 1975-1977 |
| Rosario Central             | Argentina | 1977-1978 |
| Kimberley (MdP)             | Argentina | 1979      |
| Ferro Carril Oeste          | Argentina | 1979-1987 |
| River Plate                 | Argentina | 1987-1988 |
| Ferro Carril Oeste          | Argentina | 1988-1993 |
| Gimnasia y Esgrima La Plata | Argentina | 1994-1999 |
| Real Betis                  | España    | 1999-2000 |
| Gimnasia y Esgrima La Plata | Argentina | 2000-2001 |
| Unión de Santa Fe           | Argentina | 2002      |
| Gimnasia y Esgrima La Plata | Argentina | 2003-2004 |

### Estadísticas
| Equipo                       | Años                          | Estadísticas | Estadísticas | Estadísticas | Estadísticas | Estadísticas | Estadísticas | Estadísticas | Estadísticas |
| Equipo                       | Años                          | PJ           | G            | E            | P            | GF           | GC           | DG           | Ef           |
| ---------------------------- | ----------------------------- | ------------ | ------------ | ------------ | ------------ | ------------ | ------------ | ------------ | ------------ |
| Rosario Central Argentina    | 1971-1975 1977-1978           | 235          | 103          | 72           | 60           | 344          | 233          | +111         | 54.04%       |
| Kimberley (MdP) Argentina    | 1979                          | 14           | 4            | 2            | 8            | 19           | 29           | -10          | 33.33%       |
| Ferro Carril Oeste Argentina | 1979-1987 1988-1993           | 568          | 214          | 222          | 132          | 638          | 477          | +161         | 50.7%        |
| River Plate Argentina        | 1987-1988                     | 42           | 18           | 14           | 10           | 55           | 44           | +11          | 53.97%       |
| Gimnasia (LP) Argentina      | 1994-1999 2000-2001 2003-2004 | 268          | 113          | 76           | 79           | 392          | 342          | +50          | 51.62%       |
| Unión Argentina              | 2002                          | 11           | 2            | 4            | 5            | 12           | 21           | -9           | 30.3%        |
| Total en sus equipos         | Total en sus equipos          | 1139         | 454          | 391          | 294          | 1460         | 1146         | +314         | 51.3%        |

## Palmarés

### Como jugador

#### Campeonatos nacionales
| Título      | Club    | País      | Año  |
| ----------- | ------- | --------- | ---- |
| Copa Suecia | Atlanta | Argentina | 1958 |

#### Campeonatos internacionales
| Título       | Selección | Sede      | Año  |
| ------------ | --------- | --------- | ---- |
| Copa América | Argentina | Argentina | 1959 |

### Como entrenador

#### Campeonatos nacionales
| Título           | Club               | País      | Año  |
| ---------------- | ------------------ | --------- | ---- |
| Primera División | Rosario Central    | Argentina | 1973 |
| Primera División | Ferro Carril Oeste | Argentina | 1982 |
| Primera División | Ferro Carril Oeste | Argentina | 1984 |

#### Copas internacionales
| Título              | Club        | Sede         | Año  |
| ------------------- | ----------- | ------------ | ---- |
| Copa Interamericana | River Plate | Buenos Aires | 1987 |